# 秋本葉子
秋本 葉子（あきもと ようこ、10月2日 - ）は、日本の漫画家。石川県出身。血液型はO型。
2007年に、第44回なかよし新人まんが賞佳作『鏡の中のアリス』でデビュー。主に『なかよしラブリー』（休刊）、『本当にヤバイホラーストーリー』（完結）、『絶叫ライブラリー』、『なかよし』（講談社）で活躍。
美麗な絵柄と巧みなストーリーで注目され、2009年より『なかよしラブリー』本当にヤバイホラーストーリーシリーズの看板作の『蜘蛛女』の掲載を開始し、好評を得た。
2015年6月からは絶叫ライブラリーシリーズの看板作『悪魔アプリ』を執筆した。

## 作品リスト
- 鏡の中のアリス - なかよしラブリー/2007（デビュー作）
- 桜色奇談　- なかよしラブリー/2008
- 鬼ごっこ - 激こわストーリー・恐/2008
- バラバラ地蔵 - 激こわストーリー・絶/2009
- プレゼント - なかよしラブリー/2009
- 親切な小人 - なかよしラブリー/2009
- いじめ会議 - なかよしラブリー/2010
- 櫻の少女たち - なかよしラブリー/2010
- 洋服屋さん - 激こわストーリー・苦/2011
- 蜘蛛女
  - 掲載誌
    - なかよしラブリー/2009-2011
    - 本当にヤバイホラーストーリー/2012-2015
- 教えてあげる - 本当にヤバイホラーストーリー放課後地獄/2013
- 悪魔アプリ
  - 絶叫ライブラリー/2015-
- ワタシガリ - なかよし/2017年1月号-2017年3月号

## 単行本
- 『蜘蛛女』
  1. 蜘蛛女1
  2. 蜘蛛女2
  3. 蜘蛛女3
  4. 蜘蛛女4
  5. 蜘蛛女5
- 『悪魔アプリ』